# Димитрије Бачевић
Димитрије Бачевић (18. век — Сремски Карловци, 1770) био је српски сликар. Он је један од најзначајнијих барокних црквених иконописаца код Срба. 

## Биографија
О њему нема много података. Живео је и радио у српском духовном средишту Карловцима. Сликарство је учио код новосадског сликара Василија Остојића, а касније је усавршавао сликарство у (претпоставља се) сликарској школи Кијевопечерске лавре. Умро је веома млад у Сремским Карловцима 1770. године на врхунцу своје уметничке зрелости.

## Дело
Бачевић је радио у старом српско-византијском стилу, и с обзиром на солидан рад на земунској цркви (који је добро очуван) и друге, споредније радове који су изведени под утицајима европске уметности тога времена. Претпоставља се да је, поред учења у домаћим зографским атељеима, уметност студирао највероватније и у Бечу. Од 1760. године био је стално настањен у Сремским Карловцима, где је уживао углед и подршку највиших црквених власти. Радио је највише за фрушкогорске манастире.
Значајнији иконостаси које је живописао су у манастирима: Беочин, (у друштву са својим учеником Теодором Димитријевићем), Јазак, Крушедол; а најзначајнији је у Николајевској цркви у Земуну 1762. године. 
Од његових икона позната је икона Свети Јован Крститељ са крилима у манастиру Ковиљу, на икони Св. Јована има запис " Д. Б. иконописац карловачки, 1766", и Лик Христов у Народном музеју у Београду. Поред тога радио је иконе и иконостасе. У цркви Св. Николе у Белом Брду у Славонији, постоје четири престоне иконе из некадашње цркве у Сарвашу код Осека/Осијека.
Из записа се види да је имао сликарску дружину у којој су били Теодор Димитријевић Крачун и Димитрије Поповић, док су остали чланови те дружине остали анонимни.
Основне особине његовог стила је европеизација украјинског стила тога доба, који се огледа у реализму приказаних фигура, обилној употреби злата за украшавање декоративне орнаментике и иконографији прожетој западњачким елементима.
Иконостас Николајевске цркве, један је од најраније сачуваних примера барокних иконостаса који ће доминирати нашим црквама у току целог барокног периода. Сматра се најзнаменитијим и најлепшим барокним иконостасом српске уметности 18. века и поседује све карактеристике тог прелазног раздобља од традиционалног српско-византијског стила ка барокној уметности. Његову израду је поручила Земунска црквена општина након подизања храма, међутим његов аутор нам је непознат. Израда икона за иконостас је била поверена Димитрију Бачевићу уз асистенцију Димитрија Поповића, као и израда икона за проповедаоницу, тронове и певнице. Новија архивска истраживања нам откривају још једно име угледног српског сликара овог периода, Василија Остојића, за кога се сматра да је био Бачевићев помоћник.

## Галерија
- Димитрије Бачевић: Иконостас Николајевске цркве у Земуну (1762)
- Димитрије Бачевић: Иконостас Николајевске цркве у Земуну (1762)
- Димитрије Бачевић: Иконостас Николајевске цркве у Земуну (1762)
- Димитрије Бачевић: Иконостас Николајевске цркве у Земуну (1762)
- Димитрије Бачевић: Иконостас Николајевске цркве у Земуну (1762)
- Димитрије Бачевић: Иконостас Николајевске цркве у Земуну (1762)
- Димитрије Бачевић: Темпера на дрвету (1770)